# 2101
2101 (MMCI) Será un año común comenzado en sábado en el calendario gregoriano. Será también el número 2101.° anno Dómini o de la designación de Era Cristiana (AD) o de la Era Común (EC), además del centésimo primer año del III Milenio y del primer año del siglo XXII y el primero de la década de los 2100.

## Efemérides
- 15 de enero: Centenario de la creación de Wikipedia
- 15 de abril: Centenario del fallecimiento de Joey Ramone.
- 11 de septiembre: Centenario de los atentados del 11 de septiembre de 2001.

## Acontecimientos futuros

### Enero
- 1 de enero: Comenzará el Siglo XXII.

### Febrero
- 13 de febrero: Se producirá el primer eclipse lunar total del siglo.[1]

- 27 de febrero: Se producirá el primer eclipse solar anular del siglo.[2]

### Agosto
- 8 de agosto: Eclipse lunar total.[3]

- 24 de agosto: Eclipse Solar Parcial.[3]

### Sin fecha determinada
- Según la NASA, el hombre podría llegar a Júpiter en éste año.